# José Luis Carreira
José Luis Carreira (* 30. März 1962 in Madrid) ist ein ehemaliger spanischer Leichtathlet, der sich auf den Mittel- und Langstreckenlauf spezialisiert hat.

## Sportliche Laufbahn
Erste Erfahrungen bei internationalen Meisterschaften sammelte José Luis Carreira vermutlich im Jahr 1981, als er bei den Junioreneuropameisterschaften in Utrecht mit 1:53,51 min im Halbfinale im 800-Meter-Lauf ausschied. 1985 gewann er bei den Halleneuropameisterschaften in Turin in 3:40,43 min die Bronzemedaille über 1500 Meter hinter seinem Landsmann José Luis González und Marcus O’Sullivan aus Irland. Im Jahr darauf gewann er dann bei den Halleneuropameisterschaften in Madrid in 3:45,07 min die Silbermedaille im 1500-Meter-Lauf hinter seinem Landsmann José Luis González. Im August gelangte er bei den Europameisterschaften in Stuttgart mit 3:44,09 min auf den neunten Platz, ehe er bei den Ibero-Amerikanischen Meisterschaften in Havanna in 3:44,93 min die Goldmedaille gewann. 1989 belegte er bei den Hallenweltmeisterschaften in Budapest in 7:53,22 min den siebten Platz im 3000-Meter-Lauf und im September wurde er beim IAAF World Cup in Barcelona in 13:25,94 min Dritter über 5000 Meter hinter dem Marokkaner Saïd Aouita und John Doherty aus Irland. Daraufhin trat er nicht mehr international in Erscheinung.
1989 wurde Carreira spanischer Meister im 5000-Meter-Lauf.

## Persönliche Bestzeiten
- 1500 Meter: 3:35,56 min, 6. August 1986 in La Coruña
  - 1500 Meter (Halle): 3:38,77 min, 1. März 1986 in Oviedo
- 3000 Meter: 7:44,04 min, 28. Mai 1987 in Sevilla
  - 3000 Meter (Halle): 7:51,98 min, 4. März 1998 in Budapest
- 5000 Meter: 13:25,94 min, 10. September 1989 in Barcelona